# Isabel de Josa
Isabel de Josa, Isabel d'Orrit oder Isabella de Joya Roseres (* Oktober 1490 in Lleida oder Barcelona; † 5. März 1564 in Vercelli, Italien) war eine katalanische Humanistin und Autorin sowie Förderin von Ignatius von Loyola, dem Gründer des  Jesuitenordens. Zusammen unter anderem mit der nicht mit ihr zu verwechselnden Isabella Roser versuchte sie, die Aufnahme von Frauen in den Jesuitenorden zu erreichen.

## Leben
Die Eltern von Isabel Vicenç Orrit, ein Jurist und Miquela Pagès stammten aus Lleida. Sowohl ihr Vater als auch ihr Großvater mütterlicherseits, Joan Pagès, gehörten zu den Honoratioren der Stadt Lleida, ohne dem Adel anzugehören. Um die Zeit der Geburt ließ Familie ließ sich in Barcelona nieder, zunächst in der Riera de Sant Joan und später dann in einem Haus Straße Forn de Ripoll. Es ist daher nicht bekannt, ob Isabel in Lleida oder erst in Barcelona zur Welt kam.
Isabel de Josa erhielt eine Ausbildung, zu der nur Frauen aus dem Adel Zugang hatten. Sie lernte Latein, Griechisch, Hebräisch und die Theologie des Johannes Duns Scotus.
1509 heiratete sie in Barcelona Guillem Ramon de Josa i de Cardona, Sohn von Gaspar Joan de Josa und Maciana de Cardona. Die Hochzeitsmesse wurde von Jaume Fiella, Kanoniker und Dekan der Kathedrale von Barcelona, zelebriert.
Die de Josa waren ein katalanisches Adelsgeschlecht aus dem Vansa-Tal im Comarca Alt Urgell in den Pyrenäen, das sich in Solsona niederließ.
Guillem Ramon de Josa i de Cardona starb im Jahr 1517. Isabel de Josa war zu dem Zeitpunkt 26 Jahre alt und hatte drei Kinder im Alter zwischen sieben und einem Jahr, Maciana (* 1510), Guillem (* 1515) und Anna (* 1517). Isabel de Josa verwaltete und bewirtschaftete die Güter der Familie in Solsona, bis ihr Sohn Guillem volljährig wurde und 1535 Helena de Cardona, Tochter des Bischofs von Barcelona, Joan de Cardona, heiratete.
Ab 1517 wendete sich Isabel einem Leben der Frömmigkeit und des christlichen Studiums zu. Sie kannte weltliches und kirchliches Recht und die scholastische Philosophie. Zusammen mit Isabel Roser leitete sie einen Kreis von Wohltätern von Ignatius von Loyola während seines Aufenthalts in Barcelona. 1534 wurde sie von der Königin Isabella von Portugal als mögliche Präzeptorin der Infantin Maria an den Hof von Madrid berufen, was sich jedoch nicht verwirklichte. Nach ihrer Rückkehr nach Katalonien legte sie im Kloster Santa Clara in Lleida die Profess ab. Nachdem sie die Erlaubnis erhalten hatte, das Kloster zu verlassen, zog sie sich in das Kloster Santa Maria del Peu de la Creu in Barcelona zurück, wo sie Menschen um sich sammelte und sich um die Aufnahme neuer Waisenkinder und die Unterweisung der Bevölkerung in der christlichen Lehre kümmerte. Sie gründete mit einer Gruppe weitere namhafter Leute aus Barcelona die Confraria de la Sang („Bruderschaft des Blutes“) und legte deren Statuten fest (1536).
Im Jahr 1543 schlossen sich Isabel de Josa, Isabel Roser und zwei weitere Gefährtinnen Ignatius von Loyola in Rom an. Die Compañía de Jesús funktionierte zu der Zeit mehr wie ein Hilfswerk denn ein Orden, in dem ihre Mitglieder, ausschließlich Männer, in der Welt arbeiten, um den Armen zu helfen. Sie halfen bei der Finanzierung und Verwaltung einer Jesuitenmission für gefallene Frauen, mit der Idee, einen Frauenzweig der Gesellschaft Jesu zu gründen. Ignatius von Loyola lehnte es ab, Frauen zuzulassen. Diese intervenierten direkt bei Papst Paul III. der Ignatius von Loyola befahl, Isabel Roser und ihre beiden Gefährtinnen als vollwertige Mitglieder in den Jesuitenorden aufzunehmen. Er gehorcht, aber sie sind nicht willkommen. Im Jahr 1546 gelang es Ignatius von Loyola, die Zulassung der drei Frauen wieder aufheben zu lassen. Sie werden in ein traditionelles, d. h. geschlossenes Kloster versetzt. Ignatius von Loyola erwirkte schließlich beim Papst eine Bulle, die Frauen den Eintritt in den Orden verbietet.
Isabel de Josa war bei den Anstrengungen, in den Orden aufgenommen zu werden nicht dabei. Sie schien jedoch eher darauf erpicht zu sein, wohltätige Arbeiten zu verrichten, ohne sich einem Ordensregularium zu unterwerfen. Im Jahr 1547 ließ sie sich in Vercelli, einer Stadt im Piemont, nieder. 1553 gründete sie in Vercelli das Collegio delle Orfane di Santa Maria di Loreto, ein Waisenhaus, und 1555 in Mailand Santa Maria del Soccorso delle Anime.
Im Jahr 1553 beschreibt Alfonso García Matamoros († 1574) sie in seiner Schrift Pro adserenda hispanorum eruditione als eine „Adelige aus Barcelona“ war. Er vergleicht sie wegen ihrer Schriften mit der platonischen griechischen Philosophin Diotima und wegen ihrer Lebensweise mit der Heiligen Paula von Rom.
In den Registern der Bibliothek des Escorial ist das einzige bekannte Werk von ihr verzeichnet, unter dem Titel Fidei ortodhoxae antidotum oder Tristis Isabella, ein Traktat der dogmatischen Theologie, das aber verloren gegangen ist.
Isabel de Josa starb in Vercelli am 5. März 1564, im Alter von 73 Jahren.

## Nachleben
Judy Chicago widmete ihr eine Inschrift auf den dreieckigen Bodenfliesen des Heritage Floor ihrer 1974 bis 1979 entstandenen Installation The Dinner Party. Die mit dem Namen Isabella de Joya Roseres beschrifteten Porzellanfliesen sind dem Platz mit dem Gedeck für Elisabeth I. zugeordnet.